# Gebstedt
Gebstedt ist ein Ortsteil der Landgemeinde Stadt Bad Sulza im Nordosten des thüringischen Landkreises Weimarer Land.

## Lage
Gebstedt liegt im Ackerbaugebiet, eingebettet in einer Talmulde, nördlich des Ilmtals und der Weinstraße ca. 12 km von Apolda, 6 km südöstlich von Buttstädt, 6 km südwestlich von Eckartsberga und 11 km westlich von Bad Sulza an der Landesstraße 2158 und an der nah vorbeiführenden Bundesstraße 87 unweit der Landesgrenze zu Sachsen-Anhalt.

## Geschichte

### Mittelalter
Für das frühe Mittelalter sind mehrere Ortsbezeichnungen überliefert, so im 8. Jahrhundert „Gebenstat“ bzw. „Geberichestat“. Definitiv muss der Ort bereits im Jahr 874 bestanden haben, da „Gabenstate bey Apputen“ (Gebstedt bei Apolda) in einer Urkunde des Kaisers, Ludwig der Deutsche, erwähnt wird. Für 1063 gibt es eine Erwähnung bezüglich einer Zehntüberlassung an das Kloster Sulza unter „Gebenstette“ mit dem Hof „Suabedorf“. Zwischen 1066 und 1069 überließ Heinrich IV. einem Richter Morichon 24 königliche Hufen Land zu „Gevanstidi“. 1210 und/oder 1220 wird ein Ritter mit Namen „Hartmann von Gebinstethe“ in einer Urkunde des Klosters Paulinzelle erwähnt. Die ehemalige Oberburg wurde gemäß Aufzeichnungen bereits 1199 zur Kapelle, später Kirche zurück- und umgebaut sowie neu gewidmet. Seit 1255 ist die Zuschreibung zum Kloster Paulinzella durch den Mainzer Erzbischof Gerhard I. von Dhaun verzeichnet. Der Abt Theodor von Paulinzelle verkaufte 8 Hufen bei „Gebenstete“ und 5 Hufen bei „Suabistorf“ an das Kloster Heusdorf, so das Gothaer Staatsarchiv. Es entstand der „Mönchshof“ (später „Freihof“, heutige Hausnummer 4) und das heute nicht mehr existierende „Deutsche Haus“ nebst einem angegliederten, noch vorhandenen, Fachwerkhaus. 1341, 1347 und 1440 heißt der Ort „Gebistete“. Im 14. Jahrhundert wird dieses Ensemble als „Vogtei Gebstedt“ erwähnt, zu der auch die Orte Gebstedt, der Hof Schwabsdorf, Neustedt und Reisdorf (Oberdorf) gehörten.

### Neuzeit
Die Vogtei Gebstedt unterstand zuletzt der Verwaltung des ernestinischen Amts Roßla, welches beim Aussterben der Linie Sachsen-Altenburg im Jahr 1672 an Sachsen-Weimar kam und seit 1741 zu Sachsen-Weimar-Eisenach gehörte. Bei der Verwaltungsreform des Großherzogtums Sachsen-Weimar-Eisenach kam Gebstedt mit Schwabsdorf im Jahr 1850 zum Verwaltungsbezirk Weimar II und juristisch zum Justizamt Buttstädt. Im Artikel St. Johannis (Gebstedt) ist weiteres beschrieben.
Seit 1920 gehört der Ort zu Thüringen. 1973 wurden die früher selbständigen Gemeinden Gebstedt und Neustedt zur Gemeinde Gebstedt aus dem früheren Kreis Apolda zusammengeführt.
Am 31. Dezember 2012 wurde die Gemeinde Gebstedt zusammen mit weiteren Gemeinden in die Stadt Bad Sulza eingegliedert. Zur Gemeinde Gebstedt gehörten der Ortsteil Neustedt und das Gehöft Schwabsdorf. Seitdem bilden Gebstedt und Neustedt eine gemeinsame Ortschaft der Landgemeinde Stadt Bad Sulza.

### Schulgeschichte
Die erste Dorfschule ist bereits für das Jahr 1578 verbürgt. Der erste bekannte Schulmeister war ein Herr Michael Hoscheng. Nach dem Dreißigjährigen Krieg sind nur noch 49 Häuser bewohnbar; 29 Häuser sind verwüstet und nur noch 155 Einwohner werden verzeichnet.  Im großen Brand vom 8. und 9. April 1644, welcher vom Gebälk des Kirchturms (Blitzschlag) ausging, brannte leider neben dem Pfarrhaus, elf Wohnhäusern und zehn Scheunen auch dieses Gebäude ab. Brände waren über die Jahrhunderte immer wieder eine wiederkehrende Katastrophe für den Ort (1644, 1699, 1712, 1713, 1724, 1805 – Brand des Brauhauses, 1823, 1859, 1861 und 1866). Die Schule muss wieder aufgebaut worden sein, da bei einem erneuten Brand zwischen 1819 und 1823 für 1823 eine Rechnungslegung für ein neues Schulgebäude als „einstöckiges Gebäude aus massiven Grünlingen“ vorliegt. Dabei teilte sich die Dorfgemeinde mit der Kirche die Baukosten 2/5 zu 3/5.
1861 wurde dieser Bau für 1.200 Taler großzügig umgebaut. Ein neuer Zugang für den Keller, eine Erweiterung des Treppenhauses sowie neue Dielen, Fenster und Türen. Im Erdgeschoss wurde eine Trennwand entfernt und eine Etage für eine Lehrerwohnung aufgesetzt. der Hof wurde ummauert, die Stallungen erneuert und ebenfalls ausgebaut. Am 21. September 1862 wurde die Einweihung gefeiert. Bereits 1906 wurde auch dieses Gebäude zu klein. Die Stallungen wurden abgerissen und durch ein eingeschossiges Rotklinkergebäude, verziert mit gelben Konturziegeln, ersetzt. Bis in die 1980er Jahre war die Jahreszahl noch über der Eingangstür erhalten, fiel dann aber dem Neueinbau einer Tür zum Opfer. Bis 1950 wurden acht Klassenstufen in Gebstedt unterrichtet. Ab dann waren es nur noch Klassen 1 bis 4. Die höheren Klassenstufen gingen in Pfiffelbach zur Schule. 1967 wurde in Auerstedt eine neue Schule gebaut und ein neuer Schulbezirk gebildet. Der Schulbetrieb wurde letztendlich 1971 eingestellt.
Die Schulräume wurden geteilt und ab 1972 wurden darin Räumlichkeiten für eine allgemeinmedizinische Praxis sowie eine Zahnarztpraxis untergebracht. Nach der Wende wurde die Landarztpraxis geschlossen. Im Obergeschoss wurde eine Mietwohnung eingerichtet. Das Untergeschoss wurde durch die Gemeinde verschiedenartig genutzt; zuletzt wurde ein Jugendzimmer eingerichtet und der angegliederte Garten erneuert.

## Persönlichkeiten
- Volckmar Leisring, Komponist, geboren um 1588
- Justus Christian Hennings (* 20. März 1731 in Gebstedt, † in der Nacht vom 29. bis 30. August 1815 in Jena), Philosoph[6]